# Vladimir Klimov
Pour les articles homonymes, voir Klimov (homonymie).
Vladimir Iakovlevitch Klimov (en russe : Владимир Яковлевич Климов ; né le 11 juillet 1892 (23 juillet dans le calendrier grégorien) à Moscou et mort le 9 septembre 1962) est un constructeur soviétique de moteurs d'avions. Il portait le grade d'ingénieur général-major de l'armée de l'air.

## Biographie
Il a commencé sa carrière en 1918 comme professeur à l'université technique de Moscou puis à l'Académie militaire Joukovski, tout en travaillant comme ingénieur aéronautique dans plusieurs usines et instituts de recherche sur différents projets.
Il effectua plusieurs voyages à l'étranger pour acquérir les droits de fabrication sous licence de moteurs destinés aux forces aériennes soviétiques en cours de création. C'est ainsi qu'il acheta en Allemagne en 1924 cent moteurs BMW et acquis les droits de fabrication du moteur français Hispano-Suiza et en 1928 ceux du moteur Gnome et Rhône, dont il acheta aussi 200 exemplaires. De 1925 à 1930, il travailla au développement de plusieurs moteurs en étoile.
Fort de l'expérience acquise lors de son voyage en France en 1933, il fonda en 1935 à Léningrad l'OKB-117, un bureau d'études pour moteurs d'avions dont il fut nommé ingénieur en chef. C'est là que fut développé sous sa direction le moteur M-100 qui équipa le Tupolev SB-2. Le plus grand succès que remporta son équipe à cette époque fut le moteur en V M-105 qui équipa plusieurs types d'avions de la Seconde Guerre mondiale comme les bombardiers Yer-2 et Pe-2, le chasseur LaGG-3 ainsi que la série à succès des Yakovlev Yak-1M, Yak-3, Yak-7 et Yak-9PD. Ce moteur, rebaptisé VK-105 en l'honneur de son créateur, fut avec ses différentes variantes l'un des moteurs d'avions soviétiques les plus employés.
Après la guerre, l'équipe de Klimov se concentra au développement de moteurs à réaction en s'orientant particulièrement sur les turbines anglaises de Rolls-Royce Derwent et Nene. Il construisit aussi les premiers moteurs à réaction soviétiques :
- WK-1 monté sur MiG-15,
- WK-2 monté sur La-15, Il-28 et MiG-17 et enfin
- WK-5B monté sur MiG-19.

Il s'associa avec Sergueï Izotov, un ingénieur également concepteur de moteurs (comme par exemple celui du Mil Mi-8), qui fut son directeur adjoint.

## Distinctions
Vladimir Klimov fut député du Soviet suprême de 1946 à 1950 et membre de l'Académie des sciences d'URSS à partir de 1953.
Principaux titres et décorations, selon l'ordre de préséance :
- Deux fois Héros du travail socialiste

le 28.10.1940 (médaille no 9)
le 12.07.1957 (médaille no 46)
- Cinq fois l'ordre de Lénine (1936, 1940, 1943, 1957...)
- Ordre de Souvorov de 1re classe (1945) et de 2e classe (1944)
- Ordre de la Guerre patriotique (1945)
- Ordre du Drapeau rouge du Travail (1939)
- Quatre prix Staline (1941, 1943, 1946, 1949)